# Заячье Поле
Заячье Поле — упразднённая в 2003 году деревня в Яранском районе Кировской области России. На год упразднения входила в состав Опытнопольского сельского округа.

## География
Урочище находится в юго-западной части региона, в зоне хвойно-широколиственных лесов, возле северной окраины местечка Опытное Поле.
Абсолютная высота — 111 метров над уровнем моря.

## Топоним
К 1873 году известен под названием Зайцово Поле

## История
Список населённых мест Вятской губернии 1859—1873 гг. приводит данные по селению Зайцово Поле: д. каз.	при Сухом логе; входит в	Яранский уезд,
Стан 1. Стоит на Московском почтовом тракте, через г. Козьмодемьянск.
Населённый пункт был снят с учёта Законом Кировской области от 03.06.2003 № 164-ЗО

## Население
В 1926 году население деревни составляло 203 человека (97 мужчин и 106 женщин), к 1950 году проживало 51 человек.

## Инфраструктура
Было развито сельское хозяйство, личные подворья.
В 1926 году насчитывалось 44 хозяйства, в 1950 году — 19.

## Транспорт
К западу проходит автодорога Р-176 Вятка.